# Рівняння Данте
«Рівняння Данте» (англ. L'Apparition des surhommes) — фантастичний роман письменниці і розробника комп'ютерних ігор Джейн Дженсен, де науковці намагаються знайти та розшифрувати рукопис Данте Аліг'єрі, де міститься засіб поєднання матеріального світу та енергетичних потоків. Роман є своєрідним поєднанням наукової фантастики, фентезі, містики і детектива. Видано у 2003 році.

## Зміст
Під час Другої світової війни фізик і містик-кабаліст рабин Йосефа Кобінський, якого було запроторено до німецького концтабору в Освенцімі, зникає у спалаху сильного світла (разом з нацистським охоронцем). У таборі він залишає свою працю «Книгу тортур», яку ретельно сховав. При цьому надається детальний опис Кабали й історії Голокосту. Кобрінський виявив закономірність між духовною енергією та матеріальним світом, довівши це на науковому рівні. Оскільки ми маємо однакову суміш позитивних і негативних сил, наш світ перебуває в центрі трьох осей — ми так само логічні, як інтуїтивні в цілому, як обмежувальні, як милостиві. Однак існують і інші всесвіти, ті, у яких інше співвідношення позитивної і негативної сили. Ці всесвіти перекочуються уздовж тієї чи іншої з трьох осей.
Через 50 років єрусалимський рабин Аарон Хандалман, що спеціалізується на дослідженні Тори (захоплюється її «кодами»), і американський журналіст Дентон Вайл (з таблоїда «Таємничий світ») кожен окремо намагаються цю книгу. Кобінський також виявив математичну теорему, яка визначає добро і зло в Всесвіті.
Теорема Кобінського дуже схожа на дослідження американського фізика доктор Джилл Талкотт та її аспіранта-асистента Нейт Андроса, що працюють в Університеті Вашингтону (Сіетл), вивчаючи вплив хвиль енергії на живих істот, виявляючи потужну Один-Мінус-Один-хвилю. Після знищення власної лабораторії під час експерименту, Талкотт також починає пошук рукописів Кобінського, про який її розповідає рабин Аарон. Згодом вони зустрічають журналіста Вайла. За ними починають полювати урядові агенти на чолі із лейтенантом Калдером Фаррісом.
Зрештою праця знаходиться неподалік Освенцима. З'ясовується, що наш світ є багато в чому лише відображенням, проєкцією енергетичних потоків, що передаються у всесвіті. Ці потоки породжують навколо себе, зокрема, й живі істоти. Деякі з потоків, проходячи через людську свідомість, мовби матеріалізуються, представляючи нашій свідомості елементи видимого світу. Закономірність засновано на принципі п'ятого виміру. Цю закономірність вдалося встановити італійському поету Данте Аліг'єрі, який за життя був ще й талановитим алхіміком. За допомогою формули Данте можна матеріалізувати ті чи інші потоки всесвіту, змусивши їх фізично впливати на будь-який об'єкт нашого світу. Водночас як пекло у Данте має декілька шарів, так і всесвіти та співвідношення добра і зла в них таке саме. Оскільки потік енергії може бути матеріалізований як творча, так і руйнівна сила, вона є потужною зброєю. Для отримання формули необхідно буде знайти кілька рукописів Данте, а потім зробити їх розшифровку. Її розуміння Талкотт з друзями знаходить через містику Кабали.
Герої йдуть слідами Кобінського, намагаючись зрозуміти його теорію та розшифрувати рукопис Данте. Також необхідно не дати результати дослідження військовикам, щоб не перетворити знання на зброю. При цьому потрібно зберігати баланс між Добром і Злом.

## Нагороди
- номінація на меморіальну премію імені Філіпа К. Діка, 2003 рік